# Verwaltungsgemeinschaft Welden
Verwaltungsgemeinschaft Welden – wspólnota administracyjna w Niemczech, w kraju związkowym Bawaria, w rejencji Szwabia, w regionie Augsburg, w powiecie Augsburg. Siedziba wspólnoty znajduje się w miejscowości Welden. Powstała 1 maja 1978. Do 31 grudnia 1979 członkiem wspólnoty była gmina Adelsried.
Wspólnota administracyjna zrzesza jedną gminę targową (Markt) oraz trzy gminy wiejskie (Gemeinde):
- Bonstetten, 1238 mieszkańców, 6,71 km²
- Emersacker, 1330 mieszkańców, 11,77 km²
- Heretsried, 954 mieszkańców, 17,31 km²
- Welden, gmina targowa, 3565 mieszkańców, 17,96 km²